# Jules Erlanger
Jules Erlanger (Wissembourg, (Bajo Rin), 25 de junio de 1830 - Bruselas, 15 de febrero de 1895) fue un compositor francés.
Estudió en el Conservatorio de París y fue discípulo del célebre profesor Jacques Fromental Halévy, consiguió un gran accésit en el concurso de 1850.
Compuso algunos fragmentos para piano y las cuatro óperas siguientes estrenadas con éxito en el Teatro Bouffes-Parisiens:
- Mesdames de Coeur-Volante (1859);
- Las Musiciens del orchestre, en colaboración con Aristide Hignard y Léo Delibes (1861);
- La Serenate à Nicolas (1861);
- L'Arbre de Robinson (1867).

Desde esta última fecha, Erlanger abandonó la música para establecerse en Inglaterra y dedicarse al comercio.